# Mecyna albalis
Mecyna albalis är en fjärilsart som beskrevs av Hans Georg Amsel 1961. Mecyna albalis ingår i släktet Mecyna och familjen Crambidae. Inga underarter finns listade i Catalogue of Life.